# Kevin Hansen (pilote)
Pour les articles homonymes, voir Kevin Hansen.
Ne pas confondre avec Timmy Hansen, son frère aînée.
Kevin Hansen, né le 28 mai 1998  à Götene, est un pilote suédois de rallycross. Il est champion d'Europe de rallycross 2016 en catégorie Supercar au volant d'une Peugeot 208 WRX du Team Peugeot-Hansen Academy. Il est le fils du pilote suédois Kenneth Hansen.
C'est le plus jeune pilote ayant pris part à une manche du championnat du monde de rallycross FIA, avec des débuts à 17 ans et 6 mois, lors de la dernière course de la saison 2015. En décembre de l'année suivante, la FIA l'honore de son prix « Rookie of the Year 2016 ». Il participe depuis 2017 au Championnat du monde de rallycross FIA.

## Résultats

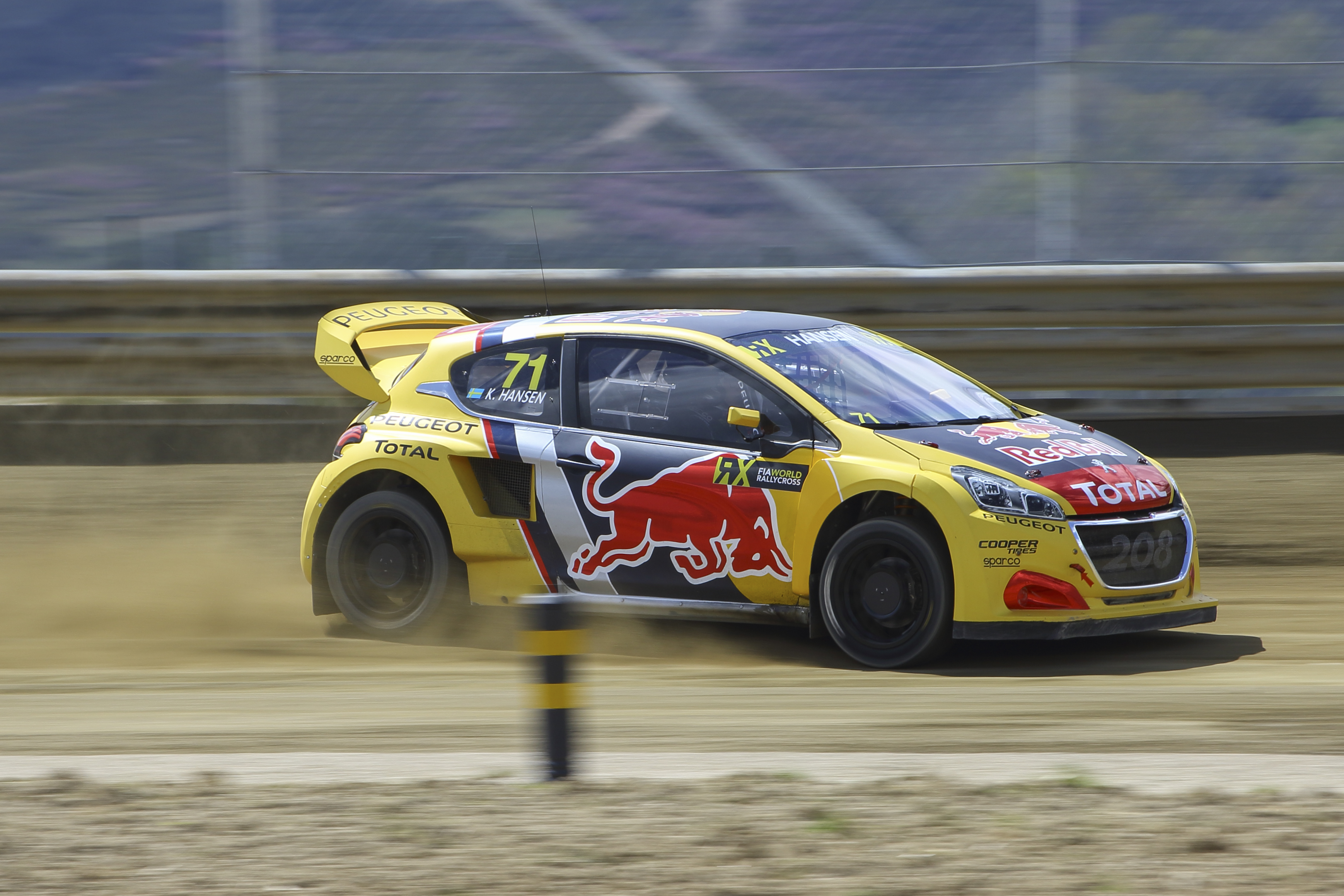
Kevin Hansen et sa Peugeot 208 WRX en 2018

### Championnat du monde de rallycross

#### RX Lites
| Année | Equipe             | Voiture           | 1     | 2     | 3     | 4     | 5     | 6     | 7     | Lites | Points |
| ----- | ------------------ | ----------------- | ----- | ----- | ----- | ----- | ----- | ----- | ----- | ----- | ------ |
| 2014  | Hansen Junior Team | Lites Peugeot 208 | POR   | GBR   | FIN 1 | SUE 2 | ITA 3 | TUR 2 |       | 2nd   | 99     |
| 2015  | Hansen Junior Team | Lites Peugeot 208 | POR 2 | GBR 1 | SUE 2 | NOR 2 | BAR 3 | TUR 2 | ITA 2 | 1st   | 178    |

#### Supercar
| Année | Equipe                 | Voiture         | 1      | 2      | 3     | 4      | 5      | 6     | 7      | 8      | 9     | 10     | 11    | 12    | 13    | WRX  | Points |
| ----- | ---------------------- | --------------- | ------ | ------ | ----- | ------ | ------ | ----- | ------ | ------ | ----- | ------ | ----- | ----- | ----- | ---- | ------ |
| 2015  | Olsbergs MSE           | Ford Fiesta ST  | POR    | HOC    | BEL   | GBR    | ALL    | SUE   | CAN    | NOR    | FRA   | BAR    | TUR   | ITA   | ARG 5 | 22nd | 16     |
| 2016  | Peugeot-Hansen Academy | Peugeot 208 WRX | POR 13 | HOC 19 | BEL   | GBR 4  | NOR    | SUE   | CAN    | FRA 11 | BAR   | LET    | ALL   | ARG   |       | 16th | 30     |
| 2017  | Team Peugeot-Hansen    | Peugeot 208 WRX | ESP 11 | POR 8  | HOC 8 | BEL 21 | GBR 13 | NOR 9 | SUE 13 | CAN 10 | FRA 8 | LET 10 | ALL 6 | AFS 6 |       | 8th  | 115    |
| 2018  | Team Peugeot-Hansen    | Peugeot 208 WRX | ESP 13 | POR 8  | BEL 9 | GBR 6  | NOR 4  | SUE 5 | CAN 9  | FRA 7  | LET 6 | USA 7  | ALL 6 | AFS 4 |       | 8th  | 145    |
| 2019  | Team Hansen MJP        | Peugeot 208 WRX | EAU 1  | ESP 2  | BEL 8 | GBR 7  | NOR 2  | SUE 2 | CAN 6  | FRA 3  | LET 4 | AFS    |       |       |       | 3rd* | 179*   |

* Saison en cours.

### Championnat d'Europe de rallycross

#### JRX Junior Rallycross Cup
| Année | Equipe             | Voiture         | 1      | 2     | 3     | 4      | 5     | 6     | JRX | Points |
| ----- | ------------------ | --------------- | ------ | ----- | ----- | ------ | ----- | ----- | --- | ------ |
| 2012  | Hansen Junior Team | JRX Citroën DS3 | SUE1 1 | BEL 2 | NED 3 | SUE2 1 | FIN 1 | ALL 1 | 1st | 112    |
| 2013  | Hansen Junior Team | JRX Citroën DS3 | HON 3  | FIN 3 | NOR 2 | SUE 1  | AUT 1 | ALL 1 | 1st | 123    |

#### Supercar
| Année | Equipe                 | Voiture         | 1     | 2     | 3     | 4     | 5     | ERX | Points |
| ----- | ---------------------- | --------------- | ----- | ----- | ----- | ----- | ----- | --- | ------ |
| 2016  | Peugeot-Hansen Academy | Peugeot 208 WRX | BEL 1 | NOR 1 | SUE 1 | BAR 1 | LET 2 | 1st | 143    |

### Global Rallycross

#### GRC Lites
| Année | Equipe            | Voiture           | 1   | 2  | 3  | 4   | 5   | 6     | 7     | 8   | 9  | GRC | Points |
| ----- | ----------------- | ----------------- | --- | -- | -- | --- | --- | ----- | ----- | --- | -- | --- | ------ |
| 2014  | Hansen Motorsport | Lites Peugeot 208 | AUS | DC | NY | CHA | DAY | LA1 3 | LA2 6 | SEA | LV | 9th | 73     |

### Nitro World Games
| Année | Equipe          | Voiture         | Nitro Rallycross |
| ----- | --------------- | --------------- | ---------------- |
| 2019  | Team Hansen MJP | Peugeot 208 WRX | 1re place        |